# Hux flux sommarturné
Hux flux sommarturné (со швед. — «Летние гастроли ни с того, ни с сего») — летний гастрольный тур, которая шведская поп-рок группа Gyllene Tider провела по Скандинавии в июле и августе 2023 года. Изначально было запланировано 15 концертов. На следующий день после объявления о проведении тура стало также известно о ещё одном концерте в Норвегии. Ещё через пару дней стало известно о том, что концерты в Хальмстаде 7 июля и в Реттвике 29 июля распроданы полностью — были добавлены дополнительные выступления 8 и 30 июля соответственно.
Группа также дала два концерта в Финляндии. Это первые выступления Gyllene Tider в этой стране за последние 42 года (в июле 1980 года группа выступала в Хельсинки). При этом сам Пер Гессле неоднократно выступал в этой стране в рамках гастрольных туров Roxette и своих сольных.
Пер Гессле признался в интервью, что из-за многих факторов группа рассчитывала на потерю приблизительно 30 % своей аудитории (посетителей концертов) по сравнению с предыдущим гастрольным туром 2019 года. Тем не менее, судя по продажам билетов тур посетили около 200 000 человек.
За проведение этого концертного тура группа была номинирована на премию «Ticketmaster Awards 2024» в категории «Концерт года» (швед. Årets konsert).

## История
В 2019 году участники группы Gyllene Tider объявили о том, что отправляются в прощальный гастрольный тур, который получил название «GT40 Avskedsturnén». Перед началом тура группа выпустила студийный альбом «Samma skrot och korn» (седьмой студийный и считавшийся до сих пор последним альбом коллектива). Во время этих гастролей коллектив выступил перед 1/4 млн зрителей.
Тем удивительнее было неожиданное возвращение группы через три года. Гастрольный тур получил название «Ни с того, ни с сего», поскольку группа уже «попрощалась» со своими слушателями.
В официальном пресс-релизе Пер Гессле написал: «Пандемия изменила всех нас. Это были тяжелые и опустошающие годы. Я почувствовал сильное желание снова играть вместе со своими друзьями из 70-х. Братские отношения, которые у нас есть, и любовь, которую мы получаем от нашей аудитории, волшебны, и в такие времена решение продолжить сагу Gyllene Tider кажется правильным».
Репетиции группы перед предстоящими гастролями начались 11 июня 2023 года в конференц-зале «Michael Jackson» отеля «Tylösand».
14 июня 2023 года Мике «Сюд» Андерссон и Андерс Херрлин опубликовали видео, в котором рассказали, что 29 июня группа даст традиционный «секретный» концерт в баре Leif’s Lounge отеля «Tylösand». В отличие от всех предыдущих «секретных» выступлений группы, на этот концерт продавались билеты — они распространялись за неделю до шоу через официальные страницы отеля в известных социальных сетях.

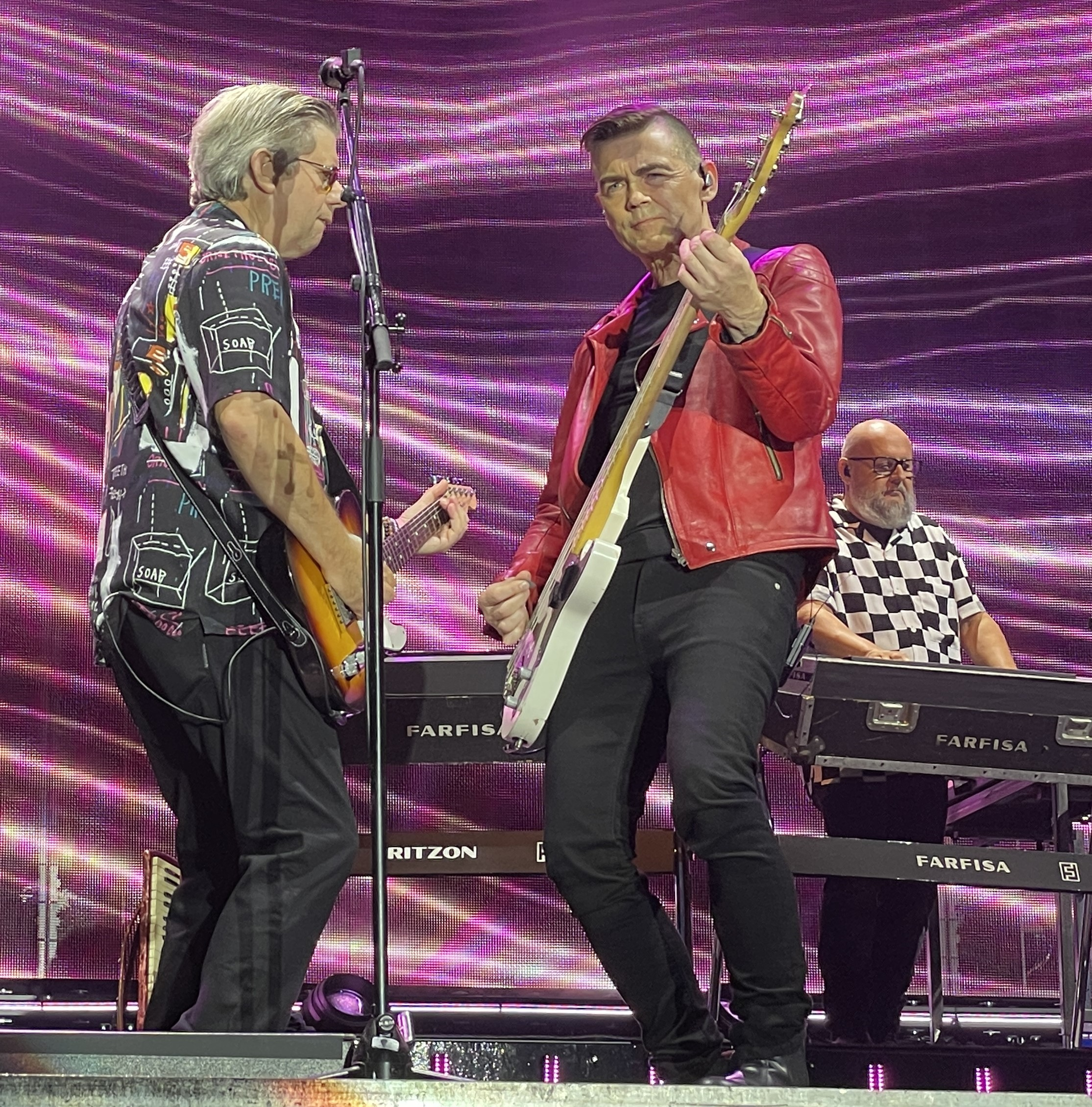
Матс МП Перссон, Андерс Херрлин и Йоран Фритцон на концерте в Хальмстаде 7 июля 2023 года

В июле 2023 года стало известно, что шведский журналист Свен Линдстрём и шведский фотограф Андерс Роос работают над очередной книгой о Gyllene Tider. Она будет представлена в виде дневника и расскажет о закулисной жизни музыкантов.

## Музыканты
Gyllene Tider
- Пер Гессле — вокал, электрогитара, акустическая гитара, губная гармоника, укулеле
- Мике «Сюд» Андерссон — ударные, вокал, бэк-вокал, перкуссия
- Матс МП Перссон — гитара, бэк-вокал
- Андерс Херрлин — бас, бэк-вокал
- Йоран Фритцон — клавишные, орган Farfisa, мелодика

Бэк-вокал
- Малин-Мю Валл (швед. Malin-My Wall) — бэк-вокал, скрипка, аккордеон, мандолина, перкуссия
- Деа Нурберг[англ.] — бэк-вокал, перкуссия

На разогреве (только в Швеции и Норвегии) выступал популярный в Швеции музыкант Уно Свеннингссон. Он ранее сотрудничал с Пером Гессле, в частности, музыканты записали дуэтом песни «Du kommer så nära (du blir alldeles suddig)» (из альбома «Gammal kärlek rostar aldrig», 2020) и «Bara få höra din röst» (внеальбомный сингл, 2022).
На разогреве в Норвегии первой выступала местная группа Minor Majority, а затем группа Уно Свеннингссона.

## «Секретное» выступление в отеле «Tylösand»
Перед началом каждого гастрольного тура Пер Гессле и Gyllene Tider традиционно дают так называемое «секретное», репитиционное выступление в баре Leif’s Lounge отеля «Tylösand». Секретным выступление называется потому, что о нём становится известно за сутки до или непосредственно после. Кроме того, традиционно на него приглашались только журналисты и друзья и родственники музыкантов. Однако, в 2023 году «секретное» выступление было объявлено за неделю до проведения и, впервые, на него продавались билеты, которые можно было купить через страницы отеля в социальных сетях. Выступление прошло 29 июня 2023 года, все билеты на него были раскуплены полностью.
Сет-лист
1. «(Hon vill ha) Puls»
2. «Gyllene Tider igen»
3. «Vill ha ett svar!»
4. «Juni, juli, augusti»
5. «Det hjärta som brinner»
6. «Skicka ett vykort älskling»
7. «Gammal kärlek rostar aldrig»
8. «Flickorna på TV2»
9. «Ljudet av ett annat hjärta»
10. «(Kom så ska vi) Leva livet»
11. «Tylö sun»
12. «Arabiska nätter»
13. «Gå & fiska!»
14. «Sommartider»

На концерте были исполнены две песни из нового альбома «Hux flux», который официально вышел на следующий день после концерта — «Gyllene Tider igen» (второй сингл из альбома) и «Gammal kärlek rostar aldrig» (ранее не издававшаяся песня).
Для исполнения финальной песни «Sommartider» на сцену в качестве сюрприза публике были приглашены актёры, прошедшие кастинг для съёмок в предстоящем фильме о группе Gyllene Tider.

## Связанные события
- 1 мая 2023 года в новом корпусе принадлежащего Гессле отеля «Tylösand» открылась выставка коллекции его спортивных автомобилей[19][20][21].
- С 29 апреля по 3 сентября 2023 года в Халландском музее искусств (швед. Hallands Konstmuseum) в Хальмстаде прошла выставка фотографий «Gyllene ögonblick» (со швед. — «Золотые мгновения»). На выставке, которая разместилась в трёх залах, в большом количестве представлены фотографии самого Пера Гессле, участников Gyllene Tider, Мари Фредрикссон, которая в своё время жила и работала в Хальмстаде, и других музыкантов[22].
- В день выхода альбома «Hux flux» в галерее «Tres Hombres Art» отеля «Tylösand», 30 июня 2023 года, открывается выставка шведского фотографа Фредрика Этоалля (швед. Fredrik Etoall). Выставка называется «Observations by Fredrik Etoall — Roxette, Marie Fredriksson, Per Gessle, Gyllene Tider». К выставке был выпущен фотоальбом с представленными снимками. В галерее представлены фотографии художника — портреты Пера Гессле, Мари Фредрикссон, музыкантов группы Roxette и Gyllene Tider[23].

### Вина Hux flux
В 2010-х годах Пер Гессле запустил в продажу серию вин, объединённых общим названием «Per Gessle Selection» (с англ. — «Выбор Пера Гессле»). Гессле не производит вина сам, но лично выбирает сорта винограда и продает продукт под своим именем. В линейке представлены несколько видов, названных, например, в честь его родителей — «Kurt & Lisa», пригорода Хальмстада, где музыкант провёл детство — «Furet», в честь хита Gyllene Tider — «Sommartider» и проч.
В преддверии гастрольного тура «Hux flux sommarturné» было объявлено о выпуске ограниченной серии вин двух видов: розовое «Gyllene Tider Hux Flux Rosé» (Гренаш, Сенсо и Шираз) и белое «Gyllene Tider Hux Flux White» (Совиньон-блан). Эти вина были выбраны французской винодельней «Domaine Rabiega», расположеной в городе Драгиньян, под руководством всемирно известного винодела шведского происхождения Ларса Торстенссона. Производятся вина шведской компанией Live Brands Factory AB. Продажи вин стартовали 23 мая 2023 года. Приобрести вино можно только на территории Швеции в магазинах государственной монополии Systembolaget.

## Фильм о Gyllene Tider
Во время проведения гастролей началась работа над съемками художественного фильма о группе Gyllene Tider под названием «Sommartider – Filmen om Gyllene Tider».

## Интервью газете «Hallandsposten»
19 октября 2022 года было объявлено о проведении гастрольного тура. В этот же день халландская газета «Hallandsposten» выпустила интервью с Пером Гессле, в котором он подробно рассказывает, что произошло с группой и как было принято решение снова воссоединиться:
Ещё во время записи альбома Gyllene Tider «Samma skrot och korn» (2019) на студии «La Fabrique» в Сен-Реми-де-Прованс во Франции Гессле думал про себя, что музыканты находятся в слишком хорошей форме для того, чтобы навсегда прекратить выступать и записывать музыку. Во время «прощального» гастрольного тура, последовавшего за выходом этого альбома, три других члена коллектива также высказали подобные мысли. Ударник Мике «Сюд» Андерссон ярче всех выступал за продолжение творческой деятельности. Гессле также заявил, что скорее всего пандемия COVID-19 сильно повлияла на людей и изменила восприятие мира — так, [его сольный] акустический тур «Per Gessle Unplugged» (2021—2022) был бы, по его словам, невозможен в других обстоятельствах.
Примерно осенью 2021 года Гессле купил новую гитару. Каждый раз, когда это происходит, он подключает её к усилителю и начинает играть — так произошло и на этот раз. В результате была написана песня, которая «кричала чтобы быть записанной Gyllene Tider». Так как в 2022 году проходит подготовка к съемкам фильма о Gyllene Tider, музыканты группы встречались друг с другом чаще обычного. На одной из встреч Гессле рассказал коллегам о том, что написал две хорошие песни, которые подошли бы группе и спросил, не хотели бы они их записать. Никто не ответил отказом, что удивило фронтмена и он написал еще 10 песен — в итоге, 12 композиций для нового альбома были записаны на хальмстадской студии «T&A» Пером Гессле и Матсом МП Перссоном, а уже в полном составе коллектив завершил работу над пластинкой в «Sweetspot Studio» в хальмстадском пригороде, городе Harplinge. Гессле признается, что у нового альбома будет «совершенно другая энергия, нежели у „Samma skrot och korn“».
Работа над альбомом завершилась весной 2022 года, а к выходу он планируется весной 2023 года. Альбом получил название «Hux flux», также как и одна из песен, записанных на нём.

## Список городов
Все нижеперечисленные концерты пройдут в Швеции, кроме случаев, где указано отдельно.
- 29 июня — Тюлёсанд, Hotel Tylösand — «секретное» выступление, распродан полностью
- 7 июля — Хальмстад, Brottet — распродан полностью
- 8 июля — Хальмстад, Brottet — дополнительный концерт, распродан полностью
- 10 июля — Хельсингборг, Дворец Софиеру — распродан полностью
- 12 июля — Мальмё, Mölleplatsen
- 14 июля — Линчёпинг, Stångebrofältet
- 15 июля — Эскильстуна, Sundbyholms Slott
- 17 июля — Люсечиль[англ.], Pinneviken[26]
- 19 июля — Шёвде, Boulognerskogen[27]
- 21 июля — Кальмар, Fredriksskans
- 22 июля — Роннебю, Brunnsparken
- 26 июля — Питео, Pite Havsbad
- 28 июля — Стокгольм, Олимпийский стадион[9]
- 29 июля — Реттвик, Dalhalla — распродан полностью
- 30 июля — Реттвик, Dalhalla — дополнительный концерт
- 2 августа — Карлстад, Mariebergsskogen
- 3 августа — Уппсала, Botaniska Trädgården[28]
- 5 августа — Гётеборг, Уллеви
- 12 августа — Фредрикстад, FMV Vest ( Норвегия)[7]
- 18 августа — Таммисаари (швед. Экенес), ( Финляндия) — Stallörsparken
- 19 августа — Вааса, ( Финляндия) — Lemonsoft Stadion

Два премьерных концерта в Хальмстаде посетили 19 000 человек (суммарно). Концерт в Стокгольме — 18 000 зрителей. На стадион «Уллеви» в Гётеборге пришли 30 000 зрителей, причём 4000 билетов были проданы за два дня до концерта. Всего за гастрольный тур было продано около 200 000 билетов.

## Список песен
Представлен сет-лист по примеру премьерного концерта группы в Хальмстаде 7 июля:
1. Gyllene Tider igen
2. Juni, juli, augusti
3. Det hjärta som brinner
4. Skicka ett vykort, älskling
5. Gammal kärlek rostar aldrig
6. Flickorna på TV2
7. Chrissie, hur mår du?
8. (Hon vill ha) Puls
9. En sten vid en sjö i en skog
10. Flickan i en Cole Porter-sång
11. Tuffa tider
представление музыкантов
12. Min tjej och jag
13. Kung av sand
14. Ljudet av ett annat hjärta
15. Ska vi älska, så ska vi älska till Buddy Holly
16. (Kom så ska vi) Leva livet / (Dansar inte lika bra som) Sjömän / Tylö Sun — поппури
на бис № 1
17. Billy
18. Det är över nu
19. Gå & fiska!
на бис № 2
20. När vi två blir en
21. Sommartider
22. När alla vännerna gått hem

Вместо песни № 7 «Chrissie, hur mår du?» на некоторых концертах исполнялась «Vandrar i ett sommarregn».

## Отзывы критиков
- Крупнейшая шведская газета «Aftonbladet» оценила премьерный концерт тура на 4 из 5 баллов. По мнению критика Пера Магнуссона лучшими песнями шоу были «Kung av sand», «Chrissie, hur mår du?» и «Sommartider». Худшим исполнением — «Flickorna på TV2» с комментарием: «песня немного приелась». Магнуссон резюмирует — «может уже пора переключить канал?»[29].
- Шведская газета «Dagens Nyheter» опубликовала рецензию на выступление группы в столице королевства. Обозреватель По Тидхольм отмечает, что «Gyllene Tider оказались в калейдоскопе ностальгии по поп-музыке»[30].

## Книга «Gyllene Tider — Hux Flux Hela Sveriges Dagbok»
После окончания тура была выпущена книга (24 ноября 2023 года). Авторы: шведский фотограф Андерс Роос, который сопровождал музыкантов начиная с июня 2022 года, когда началась работа над альбомом Hux flux и до окончания гастролей в Финляндии. Вторым автором является шведский журналист Ян-Уве Викстрём, который также сопровождал группу и вел своего рода дневник, который лёг в основу данной книги. Книга на шведском языке включает в себя 240 страниц, ISNBN: 978-91-984476-3-7.

## Запись концерта
21 июня 2024 года вышел (только цифровой релиз) живой альбом с записью концертов в Гётеборге (стадион «Уллеви») и Реттвике (Дальхалла). В альбоме записаны 26 песен общей длительностью 1 час 35 мин. Микшированием альбома занимался Матс МП Перссон. Фотографию для цифровой обложки альбома сделал редактор портала «The Daily Roxette» Кай-Уве Хайнце.